# Министър на хранителната промишленост на България
Министърът на хранителната промишленост (МХП) е член на правителството, т.е. на изпълнителната власт (кабинета) и ръководи и координира хранителната, тютюневата, месопромишлеността и други хранителни отрасли. Избиран е от парламента или се назначава от държавния глава на Народна република България.

## Министри
Списъкът на министрите на хранителната промишленост е подреден по ред на правителство.

### Министър на хранителната промишленост (1956 – 1958)
| правителство | име             | дати                              | партия | партия |
| ------------ | --------------- | --------------------------------- | ------ | ------ |
| 70           | Атанас Димитров | 30 декември 1956 – 15 януари 1958 | БКП    |        |
| 71           | Атанас Димитров | 15 януари 1958 – 12 март 1959     | БКП    |        |

- Между 12 март 1959 и 30 април 1956 година функциите на МХП преминават към Комитета по промишлеността и техническия прогрес и Комитетта по промишлеността.

### Министър на хранителната промишленост (1966 – 1968)
| правителство | име             | дати                           | партия | партия |
| ------------ | --------------- | ------------------------------ | ------ | ------ |
| 74           | Атанас Димитров | 30 юни 1966 – 27 декември 1968 | БКП    |        |